# 全農林警職法事件
全農林警職法事件（ぜんのうりんけいしょくほうじけん）とは、公務員の労働基本権の制限が問題とされた日本の刑事事件。
全農林労働組合が、警察官職務執行法改正反対運動の一環として、2時間の時限ストを行いその間は職場集会に参加するよう傘下の都道府県本部に呼びかけた事が、国家公務員法第98条第5項（違法な争議の煽り行為禁止）違反で同法第110条第1項第17号の罪に問われたものである。
最高裁判所昭和48年4月25日大法廷判決は、憲法判例として著名である。最高裁判決が同日になった「全農林長崎事件」と「国労久留米事件」も合わせて解説する。

## 内容

### 下級審
1963年4月19日に東京地裁は指令6号の発出について関与者としての責任は認めなかったが、11月5日に当日職員約3000人に対する職場大会参加を慫慂した事実を認めた上で、通常の争議行為における討議、説得、慫慂、指令の発出という一連の行為は争議行為の実態からみると、実行行為と同等の評価を与えるのが相当で、実行行為者処罰が許されない以上は実行行為と通常不可分な随伴的行為を出たに止まる者を処罰することも許されないことから煽り等の行為が強度の違法性をもつ場合に限って処罰が認められるが、本件被告人らの行為は所属団体の意思に添ったものであり、ピケットは通常の方法であって強度の違法性を帯びるとはいえないから争議行為の煽りに当たらないとして、被告人5人全員の無罪判決を言い渡した。。
検察は控訴し、1968年9月30日に東京高裁は電報指令6号発出についての被告人の関与と責任を認め、争議行為の共謀や煽り等は、指導的行為であって争議行為の原動力・支柱となりこれを誘発する危険性を持つものだから、争議の実行行為そのものよりも違法性が強く、国家公務員法が煽り行為等を独立の犯罪として処罰するのは合理性があるとして、5人に罰金5万円の刑を言い渡した。
弁護側は最高裁上告した。
同じころ、労働争議に絡む刑事訴訟として「全農林長崎事件」と「国労久留米事件」があったが、「全農林警職法事件」と同じころに高裁判決が出ており、これも最高裁に上告された。
- 全農林長崎事件（1961年10月に農林省長崎統計局調査事務所で旅行慣行の破棄や組合無視的な態度を当局がとったとして、分会員約50名が抗議のため中庭に座り込んだ行為で全農林県本部幹部2名が国家公務員法違反で起訴された事件） - 一審は罰金刑・二審は無罪
- 国労久留米事件（1962年3月に国労による年度末手当闘争の際に国労門司地方本部役員らが久留米駅東てこ扱所に入り、階段に座り込んだ組合員に対する鉄道公安職員の実力排除を妨害したとして建造物侵入罪と公務執行妨害罪で起訴された事件） - 一審は建造物侵入のみで有罪・二審は無罪

### 最高裁
1972年に入って、全農林警職法事件を含む3事件について7月3日、7月5日、7月7日、7月10日、7月12日の5日間にわたり弁論を開くことを決定した。岡原昌男裁判官は全農林長崎事件の検事上告の際に福岡高検検事長として上告趣意書に関与していたために同事件から回避しているが、他2事件についても全く同種の事件のために、天野武一裁判官は最高裁に係属中の和教組事件等に最高検次長検事として関与したが、3事件と密接に関連する事件があるから、弁護人から2裁判官について忌避の申し立てがされたが却下された。
1973年4月25日、最高裁は「全農林警職法事件」の有罪判決維持と、「全農林長崎事件」と「国労久留米事件」の無罪判決破棄差し戻しを言い渡した。ただし、最高裁の票決は割れており、全農林警職法事件は結論は14対1であるが、判例変更の点は8対7であった。
以下は多数意見の概要である。
- 憲法第28条の労働基本権の保障は公務員に対して及ぶが、それは経済的地位向上のための手段として認められた物で、それ自体が目的とされる絶対的なものではないから、おのずから勤労者を含めた国民全体の共同利益からする制約を免れない。
- 公務員が争議行為に及ぶことは、その地位の特殊性と職務の公共性と相容れないばかりでなく公務の停廃をもたらし、国民全体の共同利益に重大な影響を及ぼすおそれがあるから、これに必要やむをえない限度の制限を加えることは十分合理的理由がある。公務員の勤労条件の決定は私企業と異なり、政治的、財政的、社会的その他の合理的配慮により立法府で論議のうえなされるべきもので、争議行為の圧力により強制を容認する余地は全くなく、議会制民主主義に背馳し、国会の議決権を侵すおそれがある。
- 労働基本権の保障と国民全体の共同利益の間に均衡が保たれる必要があることは憲法の趣旨であり、労働基本権を制限するには、これに代わる相当の措置が講じられなければならない。公務員には職域団体結成、加入の自由があり、原則的には当局との交渉権があり、団体加入等によって不利益取扱いをうけることがない等の保障があり、争議行為の処罰も単なる参加者には科していないことなどを考えると、法は国民全体の共同利益を維持増進することの均衡を考慮しつつ、その労働基本権を尊重し、これに対する制約、特に罰則を設けることを最小限度にとどめようとしている態度をとっていると解される。またその制約の代償措置として勤務条件についての周到詳密な規定を設け、中央人事行政機関として準司法機関的性格を持つ人事院を設け、職員には行政措置要求あるいは不利益処分審査請求の途も開かれている。このように、公務員の従事する職務には公共性がある一方で、法律によりその主要な勤務条件が定められ、身分保障がされているのであるから、その争議行為を禁止するのは国民全体の共同利益から止むを得ない措置で憲法第28条に違反しない。
- 国家公務員法の争議行為のあおり等を処罰する規定は、公務員の争議行為による業務の停廃が広く国民全体の共同利益に重大な障害をもたらすおそれのあることを考慮し、何人であってもかかる違法な争議行為の原動力または支柱としての役割を演じた場合はこのことを理由として罰則を設けている。争議行為を煽る等の行為をする者は違法な争議行為に原動力を与える者として単なる争議参加者に比べて社会的責任が重いから、その者に対し特に罰則を設けることは十分合理性があり憲法第18条・憲法28条に違反しない。
- 警職法改悪反対という政治目的のため争議行為を行うことは本来経済的地位向上のための手段として認められた争議行為をその政治主張貫徹為の手段として使用する者で、特に勤労者であるゆえにこのような特権を持つとはいえないから、特別の保障はありえない。公務員が政治目的のため争議行為をすることは二重の意味で許されず、憲法が保障する言論の自由を逸脱する者であり、煽り等の行為を処罰する国家公務員法の規定は憲法第21条に違反しない。
- 「煽り」とは他人に対し、その行為を実行する決意を生じさせるような又はすでに生じている決意を助長させるような勢いのある刺激を与えることで、国家公務員法第110条第1項第17号は内容が漠然としているものではないから、憲法第31条に違反しない。

少数意見は岩田誠の意見、田中二郎・大隅健一郎・関根小郷・小川信雄・坂本吉勝の意見、色川幸太郎の反対意見の3つに分かれる。
- 岩田誠の意見
  - 国家公務員法の争議行為煽り処罰規定は文字通り解する時は違憲の疑いがあり、これを限定解釈するべきだとの立場を持ちつつも、争議行為や煽り行為等の違法性の強弱によってその適用の有無を決めるべきではない。
- 田中二郎・大隅健一郎・関根小郷・小川信雄・坂本吉勝の意見
  - 公務員の地位の特殊性を強調する考え方は公務員の労働基本権に対する制約原理としてよりも、むしろこれを否定する原理として働くもので、公務員にも憲法第28条の労働基本権があるという多数意見の理論とも矛盾する契機を持つ。公務員の職務が原則として公共の利益があり、争議行為制限の実質的理由とされていることはその通りだが、公務の内容は多種多様であり、その阻害を全て公益侵害なる抽象的観念的基準で一律に割り切り、その争議行為を主体内容、態様、程度いかんに関わらず全面的に禁止し、その煽り等の全ての行為に刑事制裁を科すことはとうてい憲法上正当化できない。
  - 公務員の勤務条件法定主義についてもそれを逐一法律で決めることまで憲法は要件としていない。公務員の代表者と政府の団体交渉によって決定する制度をとることも憲法上可能である。公務員の団体行動もそれが相当な方法で一定の限界に止まる限り刑罰の対象から除外されてしかるべきものである。
  - 代償措置の制度はあるが、それを設けさえすれば労働基本権を全面的に禁止し、煽り行為等を処罰できるということにはならない。
  - 本件は政治ストだから、争議権の保障の範囲外であり、この点について判断すれば処理しえた筈である。それをさらに立入って従前の最高裁判例（注：全逓東京中郵事件の最高裁判決）を変更する必要は無かった。一旦公権的解釈として示された者の変更には特段の吟味を施すべきであり、ことに僅少差で変くするようなことは極力避けるべきである。過去の最高裁判決は下級審もこれに従い、一般国民の間にも漸次定着しつつあるのに、従前の少数意見と余り変わらない理論によって、しかも僅少差の多数によって先の憲法解釈を変更することは、最高裁の憲法判断の安定に疑念を抱かせ、ひいてはその権威と指導性を低からしめるおそれがあるという批判を受ける。
- 色川幸太郎の反対意見
  - 争議行為を禁止することと、違反行為に刑罰をもって臨むこととは質的に異なる。前者を是認する理論によって直ちに後者を是認するのは論理の飛躍である。禁止違反に対して科される不利益の限度なり形態なりは憲法第28条の原点にもう一度立ち返り、慎重にも慎重に策定されねばならない。公務員の争議行為といっても様々なものがある。その事の軽重や国民生活に対する影響の深浅などを捨象度外視して、公務員の一切の争議行為を禁止し刑罰を科することを無条件に是認する多数意見には到底同調できない。国家公務員法が単純参加者を処罰しないのは憲法上の要請であるが、煽りや共謀等を無条件に処罰すればこれらの者も処罰されることになりうる。多数意見は国際的にみても公務員の争議行為禁止は是認しうるが、先進工業国には殆どその例が無く、本件はいやしくも国際的視野に立って検討するのであれば、刑罰の裏付けとする公務員のスト禁止立法の状況にこそ目を配るべきであろう。本件の団体行為は国家公務員法第95条第5項で禁止されている「争議行為」ではないから、被告人らを処罰できない。

## 変わる判例の流れ
全逓東京中郵事件以前は、「公共の福祉」論、「全体の奉仕者」論に基づき、公務員の労働基本権の制約を広く認めるのが判例の動きだった。全逓東京中郵事件判決は、公務員の労働基本権を認め、基本権の制限規定を限定解釈しようとしたものである。この流れは、東京都教組事件にも引き継がれた。しかしながら、本判決は、公務員の労働基本権は認めたものの、判例の流れを一転させ、全逓東京中郵事件以前の、広く労働基本権の制限を正当と認めるものとなった。本判決に学説は批判的である。
その後、1977年5月に「全逓名古屋中郵事件」で、全逓東京中郵事件の判例が変更され、前年の1976年5月に「岩教組学テ事件」（全国学力テストを批判する日教組組合員の岩手県の教師達が実施を阻止しようとした事件。旭川学テ事件を参照）で東京都教組事件の判例が変更され、現在に至る。どちらも大法廷である。近年、ILO勧告により公務員の労働基本権の改善が求められているが、現在のところ公務員法改正に向けて目立った動きはない。

## 代償措置としての人事院
公務員の労働基本権制約の代償措置として設けられているのが人事院であり、主に人事院勧告によりその補完をしているとされる（本判決でも重視された）。しかし、判例は、人事院勧告の実施が凍結されても、代償措置が機能していないとは言えないとする（最高裁判所平成12年3月17日判決）。